# Albert I. von Pietengau
Albert I. Graf von Pietengau  (* um 1215; † 9. Dezember 1260/62) war von 1246 bis 1259 Bischof von Regensburg.

## Herkunft
Alberts Vater war Graf Gottfried von Sigmaringen-Helfenstein und seine Mutter war Adelheid von Neuffen, Tochter des Grafen Berthold I. von Weissenhorn-Neuffen-Achalm-Hettingen. Albert schrieb sich – wie auch seine beiden Brüder Graf Gebhard von Sigmaringen-Pietengau und Graf Berthold von Pietengau – nach Byedingowe, Bitengowe, Pietengaw, Petinkeu, Peutengau, Pietengau oder Peitingau (heute Peiting).

## Leben
Albert genoss ein Kanonikat zu Halberstadt, als ihn im Jahr 1246 der Kardinallegat Philipp von Ferrara, das Wahlrecht des Domkapitels übergehend, auf den durch Bischof Siegfrieds Tod erledigten Regensburger Stuhl erhob. Nun zog er seine Brüder Gebhard und Berthold herbei, den er zum Vizedom des Hochstiftes machte, und der wohl seinem Einfluss die Wahl zum Bischof von Passau 1250 verdankte.
Albert war ein bereitwilliges Organ der Kurie bei ihren Maßnahmen gegen Herzog Otto von Bayern, stand in Verbindung mit dem Böhmenkönig Ottokar II. und bekämpfte von seiner Festung Stauf aus die kaiserlich gesinnte Bürgerschaft von Regensburg. Albert veranlasste einen Mordanschlag, den sein Ministeriale Konrad von Hohenfels in der Nacht des 29. Dezember 1250 auf König Konrad verübte, als dieser in Regensburg weilte. Der Bischof wie die Stadt befanden sich dann noch im Streit mit Bayern. Der Anlass zu seiner Abdankung könnte  vielleicht in der Aussöhnung zwischen Herzog Ludwig und den Bürgern gelegen sein, wodurch seine Stellung möglicherweise unhaltbar wurde. Albert begnügte sich mit einigen Pfründen im Bistum und ging in das Zisterzienserkloster Sittichenbach bei Querfurt.